# Abu-Zayyan Àhmad
Abu-Zayyan Àhmad fou sultà abdalwadita de Tlemcen dues vegades sempre breument, uns pocs dies, el 1516 i el 1517.
A la mort d'Abu-Abd-Al·lah V l'hauria succeït el seu germà Abu Zayyan Àhamd, ja que el difunt no deixava cap fill capacitat a regnar però el seu regnat hauria estat molt breu, un dies, potser només unes hores, sent enderrocat immediatament pel seu oncle Abu-Hammu III, germà d'Abu-Abd-Al·lah IV i la major part dels historiadors i consta a l'Enciclopèdia de l'Islam no l'esmenten com a successor. Abu-Zayyan Àhmad fou empresonat pel seu oncle.
Aquest va signar un tractat amb Espanya en algun moment de l'any 1516 pel qual pagaria un tribut anual de 12.000 ducats i 12 cavalls i sis falcons rústics. Això va provocar que una part dels notables es giressin en contra seva. Es diu que el presoner Abu-Zayyan Àhmad va enviar una carta a Oruç Reis (més probablement algun notable en nom seu) en la qual li oferia ser el seu vassall si l'alliberava i el restablia al tron. Això va haver de ser el 1517. Oruç va acceptar la petició i es va dirigir a Tlemcen; va derrotar en camp obert a Abu-Hammu III (setembre de 1517) i l'endemà es va presentar davant Tlemcen, on ja els ulemes locals havien declarat deposat al sultà, que degué ser expulsat de la ciutat o va fugir pel seu compte amb el tresor i soldats, cap a les zones rurals; però quan va arribar Oruç Reis, Tlemcen no li va obrir les portes fins que no va haver jurat que no causaria danys a la ciutat i que posaria al tron a Abu-Zayyan Àhmad, no tant per afavorir a aquest com perquè comptaven que valia més un sultà de la dinastia tot i que vassall d'Oruç, que un sultà patriota que portés a la guerra i a la derrota. Oruç ho va jurar sobre l'Alcorà i va entrar a la ciutat; va alliberar a Abu-Zayyan Àhmad i el va proclamar sultà i li va donar totes les regàlies i distincions pròpies del càrrec.
Però al cap de pocs dies va donar un cop d'estat, va arrestar al sultà i el va fer penjar junt amb els seus set fills; va fer matar llavors a tots els membres de la família reial que va trobar i a 60 notables fidels a la dinastia; un miler de familiars i partidaris de la dinastia foren tirats a un estany i es van ofegar. Oruç (Arudj en àrab) va agafar el govern en nom del seu senyor el sultà otomà al que feia poc que s'havia sotmès, tot i que fou expulsat al maig del 1518 pels espanyols que van restaurar a Abu-Hammu III.